# Fylkir Reykjavík
ÍF Fylkir ist ein isländischer Fußballverein aus Reykjavík. Das Stadion Fylkisvöllur hat eine Kapazität von 4000 Zuschauern. Die Vereinsfarben sind orange-schwarz.

## Geschichte
Gegründet wurde der Verein 1967. Der erste Aufstieg in die höchste Spielklasse gelang für die Saison 1989 und endete wie auch der zweite 1993 und der dritte 1996 mit dem direkten Wiederabstieg. Für das Jahr 2000 qualifizierte man sich erneut und wurde Vizemeister. Seitdem spielte man bis 2016 in der höchsten isländischen Spielklasse Pepsideild. Durch einen 11. Platz im Jahr 2016 musste dann der Gang in die 1. deild karla angetreten werden.
Beim ersten internationalen Auftritt im UEFA-Cup 2001/02 gab es in der Qualifikation einen überraschenden Sieg gegen Pogoń Stettin aus Polen.

## Erfolge
- Isländischer Pokal (2):
  - 2001, 2002

## Europapokalbilanz
| Saison  | Wettbewerb         | Runde                  | Gegner             | Gesamt | Hin     | Rück    |
| ------- | ------------------ | ---------------------- | ------------------ | ------ | ------- | ------- |
| 2001/02 | UEFA-Pokal         | Qualifikation          | Pogoń Stettin      | 3:2    | 2:1 (H) | 1:1 (A) |
| 2001/02 | UEFA-Pokal         | 1. Runde               | Roda JC Kerkrade   | 1:6    | 0:3 (A) | 1:3 (H) |
| 2002/03 | UEFA-Pokal         | Qualifikation          | Excelsior Mouscron | 2:4    | 1:1 (H) | 1:3 (A) |
| 2003/04 | UEFA-Pokal         | Qualifikation          | AIK Solna          | 0:1    | 0:1 (A) | 0:0 (H) |
| 2004    | UEFA Intertoto Cup | 1. Runde               | KAA Gent           | 1:3    | 1:2 (A) | 0:1 (H) |
| 2008    | UEFA Intertoto Cup | 1. Runde               | FK Riga            | 2:3    | 2:1 (A) | 0:2 (H) |
| 2010/11 | UEFA Europa League | 1. Qualifikationsrunde | Torpedo Schodsina  | 1:6    | 0:3 (A) | 1:3 (H) |

Gesamtbilanz: 14 Spiele, 2 Siege, 3 Unentschieden, 9 Niederlagen, 10:25 Tore (Tordifferenz −15)